# Mistrzostwa Świata Juniorów w Łyżwiarstwie Szybkim 2018
47. Mistrzostwa świata juniorów w łyżwiarstwie szybkim – zawody sportowe, które odbyły się w dniach 9–11 marca 2018 roku w amerykańskim Salt Lake City. Były to czwarte w historii mistrzostwa świata, które zostały rozegrane w Stanach Zjednoczonych. Wcześniej gospodarzem imprezy tej rangi było miasto Butte oraz dwukrotnie miasto Roseville. Zawody odbyły się na torze Utah Olympic Oval. Polska zdobyła 2 medale. Było to srebro zdobyte przez Karolinę Bosiek w starcie masowym oraz brąz wywalczony przez panie w sprincie drużynowym.

## Tabela medalowa
| Lp. | Kraj              | Złoto | Srebro | Brąz | Razem |
| 1   | Holandia          | 6     | 5      | 4    | 15    |
| 2   | Korea Południowa  | 4     | 1      | 4    | 9     |
| 3   | Japonia           | 2     | 3      | 2    | 7     |
| 4   | Kanada            | 2     | 2      | 0    | 4     |
| 4   | Norwegia          | 2     | 2      | 0    | 4     |
| 6   | Polska            | 0     | 1      | 1    | 2     |
| 7   | Niemcy            | 0     | 1      | 0    | 1     |
| 7   | Stany Zjednoczone | 0     | 1      | 0    | 1     |
| 9   | Rosja             | 0     | 0      | 3    | 3     |
| 10  | Włochy            | 0     | 0      | 2    | 2     |

## Medale
| Konkurencja      | Złoto                                                              | Srebro                                                    | Brąz                                                           |
| Mężczyźni        |                                                                    |                                                           |                                                                |
| 500 metrów       | Chung Jae-woong                                                    | Torai Ishikawa                                            | Koki Kubo                                                      |
| 1000 metrów      | Koki Kubo                                                          | Allan Dahl Johansson                                      | Chung Jae-woong                                                |
| 1500 metrów      | Allan Dahl Johansson                                               | David La Rue                                              | Kim Min-seok                                                   |
| 5000 metrów      | Chung Jae-won                                                      | Allan Dahl Johansson                                      | Jegor Szkolin                                                  |
| Start masowy     | David La Rue                                                       | Ethan Cepuran                                             | Kim Min-seok                                                   |
| Wielobój         | Allan Dahl Johansson                                               | Tyson Langelaar                                           | Francesco Betti                                                |
| Sprint drużynowy | Korea Południowa Park Seong-hyeon · Chung Jae-woong · Kim Min-seok | Niemcy Ole Jeske · Paul Galczinsky · Max Reder            | Rosja Siergiej Łoginow · Rusłan Zacharow · Aleksandr Podolskij |
| Bieg drużynowy   | Korea Południowa Lee Do-hyung · Chung Jae-won · Kim Min-seok       | Japonia Riki Hayashi · Taishi Yamamoto · Kohki Takamisawa | Rosja Siergiej Łoginow · Aleksandr Podolskij · Jegor Szkolin   |
| Kobiety          |                                                                    |                                                           |                                                                |
| 500 metrów       | Kurumi Inagawa                                                     | Jutta Leerdam                                             | Michelle de Jong                                               |
| 1000 metrów      | Joy Beune                                                          | Jutta Leerdam                                             | Elisa Dul                                                      |
| 1500 metrów      | Joy Beune                                                          | Jutta Leerdam                                             | Elisa Dul                                                      |
| 3000 metrów      | Joy Beune                                                          | Jutta Leerdam                                             | Lemi Williamson                                                |
| Start masowy     | Béatrice Lamarche                                                  | Karolina Bosiek                                           | Laura Peveri                                                   |
| Wielobój         | Joy Beune                                                          | Jutta Leerdam                                             | Elisa Dul                                                      |
| Sprint drużynowy | Holandia Femke Beuling · Jutta Leerdam · Michelle de Jong          | Korea Południowa Kim Min-jo · Park Chae-eun · Park Ji-woo | Polska Karolina Gąsecka · Natalia Jabrzyk · Karolina Bosiek    |
| Bieg drużynowy   | Holandia Joy Beune · Elisa Dul · Jutta Leerdam                     | Japonia Lemi Williamson · Yui Fujimori · Karuna Koyama    | Korea Południowa Yoon Jung-min · Park Chae-eun · Park Ji-woo   |